# Не заборави ме (филм из 1996)
„Не заборави ме” је хрватски ТВ филм из 1996. године. Режирао га је Јаков Седлар а сценарио је написао Нино Скрабе.

## Улоге
| Глумац             | Улога      |
| ------------------ | ---------- |
| Ена Беговић        |            |
| Марко Блажевић     |            |
| Сенка Булић        |            |
| Борис Бузанчић     |            |
| Бранка Цвитковић   |            |
| Марио Дукарић      |            |
| Енвер Идризи       |            |
| Владимир Крањчевић |            |
| Тонко Лонза        |            |
| Јадранка Матковић  | Професорка |
| Борис Михољевић    |            |

Остале улоге  ▼
| Глумац            | Улога    |
| ----------------- | -------- |
| Миа Оремовић      |          |
| Алмира Османовић  |          |
| Борис Павленић    |          |
| Кристијан Потоцки | Френтер  |
| Јаков Седлар      |          |
| Аница Томић       |          |
| Ђуро Утјешановић  |          |
| Тихана Валент     | Косјенка |
| Звонимир Зоричић  |          |